# Soulreaper
Soulreaper (gelegentlich auch Soul Reaper geschrieben) war eine schwedische Brutal-Death-Metal-Band aus Göteborg, die 1997 unter dem Namen Reaper gegründet wurde und sich 2004 auflöste.

## Geschichte
Die Band wurde im Oktober 1997 nach der Auflösung von Dissection von dem Schlagzeuger Tobias Kellgren und dem Gitarristen Johan Norman gegründet. Ergänzt wurde die Besetzung durch den Bassisten Mikael Lång, den Sänger Christoffer Hjertén und den Gitarristen Mattias Eliasson. Hjertén war von Kellgren und Norman auf einer Party im Dezember 1997 angesprochen worden. Eliasson verließ kurze Zeit später aus Zeitgründen die Besetzung. Als Ersatz kam Christoffer Hermansson hinzu. Nach einem ersten aus vier Liedern bestehenden Demo unterzeichnete die Gruppe einen Vertrag bei Nuclear Blast, woraufhin im Januar 1999 bei Gain Productions in Göteborg das Debütalbum aufgenommen wurde. Nach den Aufnahmen wurde Hermansson, welcher die Gruppe aus persönlichen Gründen verlassen hatte, im Sommer 1999 durch Stefan Karlsson ersetzt und der Bandname in Soulreaper umgeändert, da bereits eine andere Band diesen Namen für sich beanspruchte. Das Album erschien im März 2000 unter dem Namen Written in Blood. Das darauf unter anderem enthaltene Lied Satanized war zuvor bereits auf Dissections The Past Is Alive (The Early Mischief) sowie Decamerons, Normans vorheriger Band, My Shadow… erschienen. Im Mai 2000 ging es auf eine Europatournee. Nach der Veröffentlichung des Albums trennte sich Nuclear Blast aufgrund unzufriedenstellender Absatzzahlen des Debütalbums von Soulreaper. Bis zu diesem Zeitraum hatte die Band noch keinen Auftritt absolviert. 2003 schloss sich bei Hammerheart Records das zweite Album Life Erazer an. Dieses war von Nicklas „Terror“ Rudolfsson (Runemagick) und Andy LaRocque produziert worden. Die Aufnahmen hatten bei Los Angered Recordings stattgefunden. Den Wechsel von Nuclear Blast zu Hammerheart Records hatte die Band vollzogen, da sie empfand, dass sie bei ersterem Label zu wenig Aufmerksamkeit bekam und sie sich bei zweiterem besser aufgehoben fühlte. 2004 löste sich die Band auf.

## Stil
Laut Janne Stark in The Heaviest Encyclopedia of Swedish Hard Rock and Heavy Metal Ever! spielt die Band Brutal Death Metal im Stil von Morbid Angel. Denselben Vergleich zog auch Daniel Ekeroth in seinem Buch Schwedischer Death Metal. Joel McIver ordnete die Gruppe in Extreme Metal II ebenfalls diesem Genre zu. Im Interview mit geocities.ws/necromanticart gab Mikael Lång als Einflüsse Morbid Angel, Candlemass, King Diamond und Slayer an, wobei man versucht habe, sich vom typischen Gothenburg-Death-Metal-Sound fernzuhalten.
Martin Popoff beschrieb die Musik des Debütalbums in seinem Buch The Collector’s Guide of Heavy Metal Volume 4: The ’00s als Death Metal im US-amerikanischen Stil, wobei er schnell, aggressiv und semi-technisch anspruchsvoll gespielt werde.
Robert Müller vom Metal Hammer bemerkte in seiner Rezension zu Written in Blood, dass hierauf der klassische Göteborg-Klang fehlt, stattdessen orientiere man sich an klassischen US-amerikanischen Death-Metal-Bands wie Morbid Angel. Spezifisch erinnere man an die Bands der späten 1980er-Jahre, was musikalisch in den einfach gehaltenen satanischen Texten und dem „grummelnden“ Gesang deutlich werde. Kombiniert werde dies mit „später gewachsenen, heute als typisch schwedisch angesehenen Stilelementen“, wobei typische Dissection-Merkmale eine untergeordnete Rolle spielen würden. Eine Ausgabe später gab Christoffer Hjertén im Interview mit Stefan Müller an, dass man sich vorgenommen hat, brutaler vorzugehen als man es mit Dissection getan habe. Zudem habe man versucht, sich verstärkt auf den Rhythmus zu fokussieren. Für das Songwriting zeichne sich alleine Johan Norman verantwortlich. Die Texte hingegen schreibe er, sie seien stimmungsabhängig und von persönlicher Natur. Drei Jahre später schrieb Martin Wickler über Life Erazer, dass das Album etwas „knackiger“ als sein Vorgänger klingt. Man orientiere sich weiterhin stark an Bands wie Morbid Angel. Die Songs würden eine Mischung aus „Abwechslungsreichtum und spielerischer Finesse“ bieten, ohne jedoch zu melodiös zu sein. Im Interview mit ihm, eine Ausgabe später, gab Mikael Lång an, dass man mit diesem Album probiert hat, eigenständiger, virtuoser und komplexer zu sein.

## Diskografie
- 2000: Written in Blood (Album, Nuclear Blast)
- 2002: Worshippers of Death (Split mit Runemagick, Bloodstone Entertainment)
- 2002: Son of the Dead (EP, Hammerheart Records)
- 2003: Life Erazer (Album, Hammerheart Records)